# Platycatantops depressus
Platycatantops depressus är en insektsart som beskrevs av Baccetti 1985. Platycatantops depressus ingår i släktet Platycatantops och familjen gräshoppor. Inga underarter finns listade i Catalogue of Life.